# A Couple of Cuckoos
A Couple of Cuckoos (jap. カッコウの許嫁 Kakkō no iinazuke) – manga autorstwa Miki Yoshikawy, publikowana na łamach magazynu „Shūkan Shōnen Magazine” wydawnictwa Kōdansha od stycznia 2020. Na jej podstawie studia Shin-Ei Animation i SynergySP wyprodukowały serial anime, który emitowano od kwietnia do października 2022. Premiera drugiego sezonu, za produkcję którego odpowiadało studio Okuruto Noboru, odbyła się w lipcu 2025.

## Fabuła
Nagi Umino to 16-letni licealista, który dowiaduje się, że nie jest biologicznym dzieckiem rodziny, która go wychowała. W drodze na swoje pierwsze spotkanie z biologiczną rodziną poznaje Erikę Amano, popularną influencerkę, która próbuje uciec od zaaranżowanego małżeństwa. Później Nagi i Erika odkrywają, że szpital przypadkowo zamienił ich zaraz po narodzinach, a rodzice zaręczyli ich ze sobą, aby nie musieć żegnać się z dziećmi, które wychowali. Aby to ułatwić, zostają zmuszeni do zamieszkania w domu należącym do rodziny Eriki; mając nadzieję, że oboje zakochają się w sobie przed ukończeniem szkoły, ale uszanują ich wolę porzucenia tego pomysłu, jeśli nic z tego nie wyjdzie.

## Bohaterowie
- Nagi Umino (jap. 海野 凪 Umino Nagi)

Seiyū: Yūma Uchida (zwiastun), Kaito Ishikawa (anime) 
- Erika Amano (jap. 天野 エリカ Amano Erika)

Seiyū: Maaya Uchida (zwiastun), Akari Kitō (anime) 
- Sachi Umino (jap. 海野 幸 Umino Sachi)

Seiyū: Konomi Kohara 
- Hiro Segawa (jap. 瀬川 ひろ Segawa Hiro)

Seiyū: Nao Tōyama 
- Yōhei Umino (jap. 海野 洋平 Umino Yōhei)

Seiyū: Ryōhei Kimura 
- Namie Umino (jap. 海野 奈美恵 Umino Namie)

Seiyū: Yōko Hikasa 
- Sōichirō Amano (jap. 天野 宗一郎 Amano Sōichirō)

Seiyū: Toshiyuki Morikawa 
- Ritsuko Amano (jap. 天野 律子 Amano Ritsuko)

Seiyū: Yukiko Aruga 
- Shion Asuma (jap. 遊馬 シオン Asuma Shion)

Seiyū: Yoshitsugu Matsuoka 

## Manga
Manga po raz pierwszy została wydana jako one-shot w magazynie „Shūkan Shōnen Magazine” we wrześniu 2019, w ramach promocji podczas której opublikowano trzy one-shoty, a czytelnicy mogli głosować, który z nich otrzyma serializację. Pierwszy rozdział serii został opublikowany w tym samym magazynie 29 stycznia 2020. Następnie wydawnictwo Kōdansha rozpoczęło zbieranie rozdziałów do wydań w formacie tankōbon, których pierwszy tom ukazał się 15 maja tego samego roku. Według stanu na 17 czerwca 2025, do tej pory wydano 28 tomów.
| Nr | Data wydania (język japoński) | ISBN (język japoński)  |
| -- | ----------------------------- | ---------------------- |
| 1  | 15 maja 2020                  | ISBN 978-4-06-519380-8 |
| 2  | 17 lipca 2020                 | ISBN 978-4-06-520108-4 |
| 3  | 17 września 2020              | ISBN 978-4-06-520597-6 |
| 4  | 17 listopada 2020             | ISBN 978-4-06-521254-7 |
| 5  | 15 stycznia 2021              | ISBN 978-4-06-521642-2 |
| 6  | 16 kwietnia 2021              | ISBN 978-4-06-522522-6 |
| 7  | 16 lipca 2021                 | ISBN 978-4-06-523580-5 |
| 8  | 17 września 2021              | ISBN 978-4-06-524837-9 |
| 9  | 17 listopada 2021             | ISBN 978-4-06-526000-5 |
| 10 | 17 stycznia 2022              | ISBN 978-4-06-526602-1 |
| 11 | 17 marca 2022                 | ISBN 978-4-06-527283-1 |
| 12 | 17 maja 2022                  | ISBN 978-4-06-527918-2 |
| 13 | 15 lipca 2022                 | ISBN 978-4-06-528431-5 |
| 14 | 17 października 2022          | ISBN 978-4-06-529488-8 |
| 15 | 16 grudnia 2022               | ISBN 978-4-06-529937-1 |
| 16 | 16 marca 2023                 | ISBN 978-4-06-530628-4 |
| 17 | 17 maja 2023                  | ISBN 978-4-06-531584-2 |
| 18 | 17 sierpnia 2023              | ISBN 978-4-06-532608-4 |
| 19 | 17 października 2023          | ISBN 978-4-06-533151-4 |
| 20 | 15 grudnia 2023               | ISBN 978-4-06-533885-8 |
| 21 | 16 lutego 2024                | ISBN 978-4-06-534567-2 |
| 22 | 17 kwietnia 2024              | ISBN 978-4-06-535176-5 |
| 23 | 17 lipca 2024                 | ISBN 978-4-06-536159-7 |
| 24 | 17 września 2024              | ISBN 978-4-06-536771-1 |
| 25 | 15 listopada 2024             | ISBN 978-4-06-537440-5 |
| 26 | 17 stycznia 2025              | ISBN 978-4-06-538066-6 |
| 27 | 16 kwietnia 2025              | ISBN 978-4-06-539100-6 |
| 28 | 17 czerwca 2025               | ISBN 978-4-06-539764-0 |

## Anime
W kwietniu 2021 zapowiedziano adaptację w formie telewizyjnego serialu anime. Został zanimowany przez studia Shin-Ei Animation i SynergySP. Za reżyserię odpowiadali Yoshiyuki Shirahatę i Hiroaki Akagi, scenariusz napisał Yasuhiro Nakanishi, a postacie zaprojektowała Aya Takano. 24-odcinkowa seria była emitowana od 24 kwietnia do 2 października 2022 w bloku NUMAnimation stacji TV Asahi. Prawa do streamingu serii nabył Crunchyroll.
26 lipca 2024 zapowiedziano powstanie drugiego sezonu. Seria ta została wyprodukowana przez studio Okuruto Noboru, a za reżyserię i scenariusz odpowiada Masakazu Hishida. Projekty postaci przygotowała Kyoko Chika, a Rei Ishizuka powrócił jako kompozytor. Premiera odbyła się 8 lipca 2025 w Tokyo MX i innych stacjach.

### Ścieżka dźwiękowa
| Nr             | Tytuł                                       | Wykonawcy             | Źródło   |
| Czołówka       | Czołówka                                    | Czołówka              | Czołówka |
| -------------- | ------------------------------------------- | --------------------- | -------- |
| 1              | „Dekoboko” (jap. 凸凹)                      | Kiyoe Yoshioka        | [ 37 ]   |
| 2              | „Glitter”                                   | Sumika                | [ 41 ]   |
| 3              | „Kimi ga kureta mono” (jap. 君がくれたもの) | Asmi                  | [ 42 ]   |
| Napisy końcowe |                                             |                       |          |
| 1              | „Shikaku unmei” (jap. 四角運命)             | Sangatsu no Phantasia | [ 37 ]   |
| 2              | „HELLO HELLO HELLO”                         | Eir Aoi               | [ 43 ]   |
| 3              | „Anata de nakucha” (jap. あなたでなくちゃ)  | 22/7                  | [ 42 ]   |